# Krzysztof Dobrowolski
Krzysztof Marian Dobrowolski (ur. 7 października 1932 w Warszawie, zm. 5 września 2016 tamże) – polski artysta grafik. Twórca obwolut, okładek, ilustracji, typografii (koncepcji książek) i znaków graficznych. Autor wielu obrazów.

## Edukacja
Maturę uzyskał w 1951 w Państwowym Liceum Przemysłu Metalowego w Warszawie. Na przełomie lat 1951/1952 chodził do Ogniska Kultury Plastycznej w Grodzisku Mazowieckim. W latach 1953–1959 studiował na Wydziale Malarstwa Akademii Sztuk Pięknych w Warszawie. Miał zajęcia z malarstwa z Eugeniuszem Arctem, z rysunku i malarstwa z Aleksandrem Kobzdejem, z malarstwa ściennego z Witoldem Millerem, z liternictwa z Tadeuszem Tuszewskim, z rzeźby z Ludwiką Nitschową. Dyplom wykonał w pracowni Kazimierza Tomorowicza, lecz bronił go pod opieką Eugeniusza Eibischa.

## Działalność zawodowa i artystyczna
W 1956 został zatrudniony w Państwowych Wydawnictwach Technicznych (PWT; od 1961 Wydawnictwa Naukowo-Techniczne – WNT). Pracował tam jako naczelny grafik do 1986. Stanowisko naczelnego grafika piastował też w Wydawnictwach Harcerskich „Horyzonty” (1967–1976); w Państwowym Zakładzie Wydawnictw Lekarskich (1984–1989) oraz w Wydawnictwach Wiedza Powszechna (1988–1994). Pracował również w Wydawnictwach GUS (1966–1967), w Młodzieżowej Agencji Wydawniczej (1976–1978), w Wydawnictwach „AGPOL” (1977–1978) oraz w Wydawnictwach Szkolnych i Pedagogicznych (1986–1988).
Od 1959 był członkiem Sekcji Malarstwa i Sekcji Grafiki Oddziału Warszawskiego Związku Polskich Artystów Plastyków (ZPAP). Zajmował się przede wszystkim grafiką książkową – głównie projektami obwolut, okładek i typografią (koncepcją graficzną książki), a w mniejszym stopniu ilustracją. Malował też obrazy. Otrzymywał nagrody i wyróżnienia Polskiego Towarzystwa Wydawców Książek (PTWK) w kategorii „Najpiękniejsze książki roku”:

## Nagrody i wyróżnienia
Nagrody
- 1961: „Wielki słownik techniczny rosyjsko-polski”, red. Marian Porwit, T. 1. Warszawa, WNT, 1961;
- 1964: „Atlas metalograficzny struktur. Stal”, red. Fryderyk Staub, Warszawa, WNT, 1964;
- 1966: „Prowadzenie fal elektromagnetycznych”; aut. Robert E. Collin, Warszawa, WNT, 1966;
- 1972: „Technika wysokiej próżni”, aut. Janusz Groszkowski, Warszawa, WNT, 1972.

Wyróżnienia
- 1964: „Electronic universal vade-mecum”, aut. Piotr Mikołajczyk, Bohdan Paszkowski, Pergamon Press, Macmillan Comp., New York, 1964;
- 1969: „Electron optics”, aut. Bohdan Paszkowski, American Elsevier, New York, 1969;
- 1970: „Nonparametric magnetic amplifiers”, aut. Arkadiusz Góral, Warszawa, WNT, 1970;
- 1970: „Atlas statystyczny”, aut. Eugenia Krzeczkowska, wydany przez GUS Główny Urząd Statystyczny Polskiej Rzeczypospolitej Ludowej, Warszawa, 1970;
- 1972: „Leksykon naukowo-techniczny”, Warszawa, WNT,1972;
- 1972: „Mały offset. Urządzenia i maszyny, surowce i materiały, produkcja druków”, Warszawa, WNT, 1972;
- 1973: „Zamek królewski w Warszawie”, red. Aleksander Gieysztor, Warszawa, PWN, 1973, wyróżnienia za obwolutę i oprawę;
- 1985 „Leksykon naukowo-techniczny A–Ó i P–Ż”; red. Aniela Topulos, Piotr Brykczyński, Kazimierz Czarnota, Sergiusz Czerni, Marek Drabikowski, Jolanta Iwańska, Hanna Jezierska, Zofia Pęzińska, Elżbieta Tabaczkiewicz, Warszawa, WNT, 1984;
- 1986: „Mały poradnik mechanika”, Warszawa, WNT, 1984.

## Udział w wystawach
- 2015: „Druga Ogólnopolska Wystawa Znaków Graficznych”, Warszawa;
- 2003: Poplenerowa wystawa malarstwa „Podlasie – ojcowizna nasza”, Warszawa;
- 1999: „Wystawa malarstwa Krzysztofa Dobrowolskiego”, Teatr Jaracza w Otwocku;
- 1971: „Wystawa polskich książek i ilustracji”, Internationale Buchkunst-Ausstellung, Lipsk;
- 1969: „Pierwsza Ogólnopolska Wystawa Znaków Graficznych”, Warszawa;
- 1960: „XVI Ogólnopolska wystawa plastyki”, Radom.

## Życie prywatne
Syn Czesława Dobrowolskiego (ur. 1897, zm. w 1940 w Katyniu) inż. chemii, absolwenta Wydziału Chemicznego PW oraz cywilnego chemika Instytutu Technicznego Uzbrojenia (ITU), oraz Romany z domu Heine (1904–1987), do 1932 pracowniczki cywilnego Instytutu Badań Materiałów Uzbrojenia (później ITU), po wojnie firmy „Toxa” w Warszawie.
W czasie Powstania Warszawskiego Krzysztof Dobrowolski roznosił prasę powstańczą, a Warszawę opuścił 5 października 1944.
Od 1956 do 1960 żonaty z rzeźbiarką Grażyną Roman-Dobrowolską (1935–2022), z którą miał syna Jana Czesława Dobrowolskiego (ur. 1959), profesora nauk chemicznych. Od 1968 do 1977 żonaty z pedagożką Ewą Dobrowolską z domu Borucką (1943–2015), siostrą Gaji Kuroniowej. Miał z nią córkę Kaję Dobrowolską (ur. 1968), z wykształcenia psycholożkę. Od 1979 do śmierci żonaty z Barbarą Zychowicz-Dobrowolską z domu Matul (ur. 1939), siostrą Andrzeja Matula, absolwentką Szkoły Głównej Gospodarstwa Wiejskiego w Warszawie. Miał z nią córkę Kingę Mielniczuk z domu Dobrowolską (ur. 1979), absolwentkę Akademii Wychowania Fizycznego w Warszawie.
Pochowany na Cmentarzu Powązkowskim w Warszawie.

## Wybrane prace

### Okładki
- „Leksykon PWN”, Warszawa, PWN, 1972.
- „Leksykon naukowo-techniczny A–Ó i P–Ż”; red. Aniela Topulos, Piotr Brykczyński, Kazimierz Czarnota, Sergiusz Czerni, Marek Drabikowski, Jolanta Iwańska, Hanna Jezierska, Zofia Pęzińska, Elżbieta Tabaczkiewicz, Warszawa, WNT, 1984.
- „Technika wysokiej próżni”, aut. Janusz Groszkowski, Warszawa, WNT, 1972.
- „Przekładniki w elektroenergetyce”, aut. Andrzej Wiszniewski, Warszawa, WNT, 1982.
- „Technologia druku wypukłego”, aut. Stanisław Wołkowski, Władysław Wołek, Stanisław Obtułowicz, Warszawa, WNT, 1971.
- „Procesy fotograficzne w technice reprodukcyjnej”, Valentin Alekseevič Ziernow, Warszawa, WNT, 1972.
- „Wklęsłodruk: fotografia, retusz, montaż”, Zbigniew Zadrożny, Warszawa, WNT, 1980.
- „Podstawy techniki pomiarowej dla poligrafów”, Herbert Haftmann, Warszawa, WNT, 1983.
- „Kolagen: chemia i wykorzystanie”, Wiktor Lasek, Warszawa, WNT, 1983.
- „Preparatyka organiczna”, Arthur Israel Vogel, Warszawa, WNT, 1984.
- „Acta Poloniae Pharmaceutica – Drug Research”, czasopismo wydawane przez Polskie Towarzystwo Farmaceutyczne, projekt z ok. 1995.
- „Bliżej Muzyki – Encyklopedia”, aut. Janusz Ekiert, Warszawa, Wiedza Powszechna,1994.
- „Herbata: rodzaje, właściwości, wykorzystanie”, Vil'âm Vasil’evič Pochlebkin, Warszawa, WNT, 1974.
- „Zamek królewski w Warszawie”, red. Aleksander Gieysztor, Warszawa, PWN, 1973.
- „Wyprawa kapitana Łamigłowy w krainę chemii”, Marta Jurowska-Wernerowa, Warszawa, Wydawnictwa Harcerskie „Horyzonty”, 1973.
- „Bandażowanie”, aut. Anna Chrząszczewska, Warszawa, Wydawnictwo Lekarskie PZWL, 1987.

### Typografia
- „Od abboccato do żubrówki: wszystko o napojach”, aut. Jan Cieślak; opracowanie graficzne i ilustracje Krzysztof Doborowolski, Warszawa, WNT, 1978
- „Wyprawa kapitana Łamigłowy w krainę…”, seria książek opracowanych graficznie i ilustrowanych przez Krzysztofa Dobrowolskiego, wydawanych przez Wydawnictwa Harcerskie „Horyzonty” od 1973, a następnie przez Młodzieżową Agencję Wydawniczą do 1989.
- Czasopismo „Delta” popularnonaukowy miesięcznik, opracowany graficznie przez Krzysztofa Dobrowolskiego, poświęcony matematyce, fizyce z astronomią i informatyce, wydawany od 1974 r. przez UW i współpracy Polskiego Towarzystwa Matematycznego (PTM), Polskiego Towarzystwa Fizycznego (PTF), Polskiego Towarzystwa Astronomicznego (PTA), Polskiego Towarzystwa Informatycznego (PTI).

### Znaki graficzne
- Znak „Galerii Saska Kępa” w Warszawie, ul. Walecznych 28, prowadzonej przez Grażynę Roman-Dobrowolską w latach 1985–1987, w ramach podziemnej działalności ZPAP (zawieszonego od końca 1981, a zlikwidowanego w latach 1983–1989)[4].
- Znak Spółdzielni Inwalidów „Gwarancja”, 1965
- Znak Wydawnictw Naukowo Technicznych, 1961
- Znak komputera – System K-202, tj. 16-bitowego minikomputera skonstruowanego przez inż. Jacka Karpińskiego z zespołem w latach 1970–1973 umożliwiający wielozadaniowość, wielodostępność i wieloprocesorowość.
- Znak Przemysłowego Instytutu Automatyki i Pomiarów, 1966.
- Znak „Teatru Wyobraźni” zaprojektowanego dla Teatru Polskiego Radia.
- Znak Telewizji Polskiej.
- Logo czasopisma „Delta”

### Obrazy
- Z pleneru w Kazimierzu, okres studiów: 1953–1959.
- „Powstanie Warszawskie”, okres studiów: 1953–1959.
- „Martwa natura”, okres studiów” 1953–1959.
- „Grażyna”, okres studiów” 1953–1959.
- „Bzy”, Anin, lata 80.
- „Słoneczniki”, Anin, lata 80.
- „Leśna aleja”, Anin, lata 80.
- „Ogród”, Anin, lata 80.
- „Abstrakcja”, Michalin, po 2000.
- „Kinga”, Michalin, po 2000.
- „Marek Nowacki – w pracy”, Michalin, po 2000.
- „Autoportret”, Michalin, po 2000.